# Smoleń, Tỉnh West Pomeranian
Smoleń [ˈsmɔlɛɲ] (tiếng Đức: Karlsburg) là một ngôi làng thuộc khu hành chính của Gmina Choszczno, thuộc quận Choszczno, West Pomeranian Voivodeship, ở phía tây bắc Ba Lan. Nó nằm khoảng 27 kilômét (17 mi) về phía đông của Choszczno (Arnswalde) và 81 km (50 mi) về phía đông của thủ đô khu vực Szczecin (Stettin).
Trước năm 1945, khu vực này là một phần của Đức. Đối với lịch sử của khu vực, xem Lịch sử của Pomerania.